# Ribera de Vallera
La Ribera de Vallera és un curs d'aigua de la Catalunya del Nord, d'orientació sud-est - nord-oest. És un curs d'aigua de la comarca del Vallespir, de règim torrencial, que neix en el vessant nord de la carena dels Pirineus, en el terme de Reiners.
Els seus 10 quilòmetres, aproximadament, de recorregut discorren pels termes de Ceret i Reiners, amb un tram en el seu curs mitjà que fa de termenal entre aquestes dues comunes. El seu curs s'inicia a llevant del Bosc de Campans, dins del terme de Ceret, en el vessant septentrional del Pic de les Salines, des d'on davalla cap al nord, decantant-se progressivament cap a ponent i travessant al biaix el terme ceretà, per tal d'anar a cercar el límit dels dos termes pels quals discorre. Al llarg de poc més d'un quilòmetre fa de termenal entre aquestes dues comunes, fins que a prop de Vallera entra ja en el terme de Reiners. El travessa també de sud-est a nord-oest, marcant uns meandres molt destacats, fins que s'aboca en la Ribera de Reiners a prop al sud-est del Pont de Reiners i del Tec.
Desemboca en la Ribera de Reiners poc abans que aquesta s'aboqui en el Tec, sempre en terme de Reiners.